# Avec un grand A
Avec un grand A (ou L'Amour avec un grand A) est un ensemble de plusieurs télédramatiques québécoises écrites par Janette Bertrand en 52 épisodes de 50 minutes diffusées entre 19 février 1986 et 22 mars 1996 à Radio-Québec.

## Fiche technique
- Auteure : Janette Bertrand
- Réalisation :
  - André David (épisodes 1 à 10) (1986-1987)
  - Nicole Faucher (épisodes 10 à 22) (1988-1989)
  - Pierre Gagnon (épisodes 23 à 45) (1990-1994)
  - Louis Choquette (épisodes 46 à 52) (1994-1996)

## Épisodes

### Épisode 1: Marie-Claire et Michel
- Thème : La différence d’âge dans le couple (Lorsque l’homme est plus vieux que la femme)
- Diffusion : 19 février 1986
- Distribution :
  - Johanne Fontaine : Marie-Claire
  - Paul Hébert : Michel
  - Mario Lirette : Serge

### Épisode 2: Monique et Gilles
- Thème : Comment faire confiance à l’amour après avoir connu le divorce
- Diffusion : 26 février 1986
- Distribution :
  - Louisette Dussault : Monique
  - Marc Messier : Gilles
  - Marc Amyot
  - Céline Bernier
  - Martine Blain
  - Angela Casalino
  - Martine Chartrand
  - Katherine Dorais
  - Micheline Hébert
  - Estelle Holmes
  - Michel Lamoureux
  - Francine Lareau
  - Pierre Lefort
  - Gilles Michaud
  - Claude Nantel
  - Marie-Renée Patry
  - Réjean Robidoux
  - Solange Sauvé
  - Francis Hoo

### Épisode 3: Sophie, Liliane et Normand
- Thème : Une mère aux idées avant-gardistes sur le couple se confronte à sa fille qui rêve d’un amour traditionnel.
- Diffusion : 5 mars 1986
- Distribution :
  - Monique Spaziani : Sophie Beauchamp
  - Amulette Garneau : Liliane Lacasse
  - Denis Bouchard : Normand Riendeau
  - Septimiu Sever : Léon

### Épisode 4: Marie, Martine et Martin
- Thème : Les jumeaux et la vie de couple
- Diffusion : 12 mars 1986
- Distribution :
  - Anne Dandurand : Marie
  - Claire Dé : Martine
  - Claude Laroche : Martin
  - Andrée Boucher : Thérèse
  - Michèle Deslauriers : Yvette
  - Janine Sutto : La tante
  - Donald Pilon : Pierre
  - Marc Legault : Oscar

### Épisode 5: Marie et François
- Thème : Le cancer
- Diffusion : 19 mars 1986
- Distribution :
  - Muriel Dutil : Marie Renaud
  - Marcel Sabourin : François Renaud
  - Anne Caron
  - Dominique Guy
  - Monique Joly
  - Olivier L’Écuyer
  - André Montmorency
  - Michel Thériault
  - Charles Vinson

### Épisode 6: Ève et Henri
- Thème : Être amoureux d’une vedette de la radio
- Diffusion : 6 février 1987
- Distribution :
  - Rémy Girard : Henri Laporte
  - Julie Vincent : Ève Dubois
  - Robert Marien : Gerry Wayne

### Épisode 7: Isabelle et Beaugrand
- Thème : La beauté et la laideur
- Diffusion : 13 février 1987
- Distribution :
  - Suzanne Champagne : Isabelle
  - Charles Vinson : Beaugrand
  - Isabelle Lajeunesse : Micheline
  - René Richard Cyr : Simon

### Épisode 8: Élisabeth et Étienne
- Thème : Retrouver un amour de jeunesse
- Diffusion : 20 février 1987
- Distribution :
  - Janine Sutto : Élisabeth Coulombe
  - Émile Genest : Étienne Levac
  - Manon Gauthier : La patiente
  - Renée Girard : Gisèle
  - Pierrette Robitaille : La veuve

### Épisodes 9 et 10: Lise, Pierre et Marcel
- Thème : Une femme mariée découvre l’homosexualité de son mari
- Diffusion : 27 février et 6 mars 1987
- Distribution :
  - Raymond Legault : Pierre Côté
  - Paule Baillargeon : Lise Côté
  - Larry-Michel Demers : Marcel Rondeau
  - Hélène Loiselle : Estelle Côté
  - Lionel Villeneuve : Le colonel Côté
  - Denise Filiatrault : Lola Lajoie
  - Renée Cossette : Nathalie Côté
  - Michel Goyette : Frédéric Côté
  - Isabelle Richer : Julie Côté
  - Jacques Tourangeau
  - André Thérien
  - Richard Lalancette

### Épisodes 11 et 12: Véronique et Louis
- Thème : Le sida (du point de vue d’une patiente)
- Diffusion : 19 et 26 février 1988
- Distribution :
  - Sylvie Ferlatte : Véronique
  - Roger Léger : Louis
  - Vincent Bilodeau : Le docteur Dumais
  - Michèle Labonté : Sylvie
  - Françoise Graton et Hubert Loiselle : Les parents de Véronique
  - Hélène Mercier
  - Sophie-Hélène Lorain
  - Jean-Bernard Côté

### Épisode 13: Marie-Lou et Alain, Carole et Jean-Pierre
- Thème : Les échanges de couples
- Diffusion : 4 mars 1988
- Distribution :
  - Patricia Nolin : Marie-Lou
  - Normand Chouinard : Jean-Pierre
  - Gilles Renaud : Alain
  - Danièle Panneton : Carole
  - Benoît Marleau : L’animateur
  - Caroline Barnwell : Le mannequin

### Épisode 14: Danielle et Robert
- Thème : Avoir ou ne pas avoir d’enfant
- Diffusion : 11 mars 1988
- Distribution :
  - Linda Sorgini : Danielle
  - Germain Houde : Robert
  - Sophie Clément : Mimi

### Épisode 15: Jacques et Jacqueline
- Thème : Aimer un prisonnier
- Diffusion : 18 mars 1988
- Distribution :
  - Rita Lafontaine : Jacqueline
  - Guy Mignault : Jacques

### Épisode 16: Gisèle et Marc
- Thème : L’obésité
- Diffusion : 25 mars 1988
- Distribution :
  - Ginette Reno : Gisèle Gendron
  - Jean-René Ouellet : Marc Gendron
  - Paul Dion : Le thérapeute Paul Dupire

### Épisodes 17 et 18: Hélène et Alexis
- Thème : L’alcoolisme
- Diffusion : 10 et 17 février 1989
- Distribution :
  - Monique Miller : Hélène
  - Marcel Sabourin : Alexis
  - Marie Michaud : Marie
  - Roy Dupuis : Claude
  - Mahée Paiement : Annabelle
  - Nicole Filion : Liliane

### Épisode 19: Francine et Julien
- Thème : Retomber en amour avec son ex
- Diffusion : 17 mars 1989
- Distribution :
  - Diane Jules : Francine
  - Michel Forget : Julien
  - Daniel Gadouas : Jean-Pierre
  - Ève Charlotte et Léa Vinson : Les filles de Francine

### Épisodes 20 et 21: Suzanne et Bruno
- Thème : La panne de désir
- Diffusion : 24 et 31 mars 1989
- Distribution :
  - Normand Chouinard : Bruno
  - Ginette Morin : Suzanne
  - Marie Cantin  : la sexologue
  - Renée Clément
  - Pierre Drolet
  - Frédéric Provost

### Épisode 22: Pauline et Renée
- Thème : La ménopause
- Diffusion : 8 décembre 1989
- Distribution :
  - Clémence DesRochers : Pauline
  - Louise Latraverse : Renée
  - Nicole Filion : Claire
  - Denise Filiatrault : Monique
  - Catherine Bégin : Louise
  - Gisèle Dufour : Aline
  - Marthe Choquette : Denise
  - Nicole Leblanc : Nicole
  - Janine Sutto : La femme âgée

### Épisodes 23 et 24: Yvette et Roger
- Thème : Le suicide des personnes âgées
- Diffusion : 2 et 9 février 1990
- Distribution :
  - Béatrice Picard : Yvette
  - Paul Hébert : Roger
  - André Montmorency : Michel
  - Normand Lévesque : André
  - Suzanne Garceau : Sonia
  - France Desjarlais : Diane
  - Jean-Guy Viau : Gaétan

### Épisode 25: Françoise et Pierre et Céline
- Thème : L’infidélité
- Diffusion : 16 février 1990
- Distribution :
  - Serge Thériault : Pierre
  - Louise Laprade : Françoise
  - Anne Caron : Céline
  - Marie-Ève Cadieux : Geneviève
  - Mathieu Lalande : Charles
  - Claire Jacques : Linda
  - Jacques Leblanc : Mathieu
  - Pierrette Robitaille : Julie

### Épisode 26: Marie-Claude, Émilie et Germain
- Thème : Élever une enfant handicapée
- Diffusion : 23 février 1990
- Distribution :
  - Jacqueline Laurent : Marie-Claude
  - Émilie Auger-Barcelo : Émilie
  - André Mélançon : Germain
  - Mireille Thibault : L’Infirmière
  - Jean Chen
  - Gilles Desrochers
  - Richard Gilbert
  - Carl Tremblay
  - Édouard Kurtness
  - Chantal Baril

### Épisodes 27 et 28: Michel et François
- Thème : Un homme adulte retrouve le père qui l’a abandonné alors qu’il était enfant – Relation père-fils
- Diffusion : 2 et 9 mars 1990
- Distribution :
  - Gaétan Labrèche : François
  - Marc Labrèche : Michel
  - Rita Lafontaine : Catherine
  - Markita Boies : Mimi
  - Maxime Brillon et Patrice Brillon : Philippe
  - Jacques Desrosiers : Un chambreur
  - Marc Gélinas : Le barman

### Épisode 29: L’amour interdit
Pour les articles homonymes, voir L'Amour interdit.
- Thème : Être prêtre et aimer une femme
- Diffusion : 22 février 1991
- Distribution :
  - Yves Jacques : Le père Bernard Brien
  - Marie Tifo : Solange Côté
  - Jean-Pierre Bergeron : Jean-Pierre Côté
  - Guillaume Coutu-Dumont : Alexandre Côté
  - Gisèle Schmidt : Blanche Brien
  - Jean-Louis Roux : Le supérieur
  - Jacques Girard
  - Jean-Michel Lavoie
  - Jacinthe Vanier
- Synopsis: Ignorant qu'il est prêtre, Solange tombe amoureuse du professeur d'éducation physique de son fils et attend un enfant de lui. Très épris, Bernard croit qu'il peut à la fois aimer Solange et l'Église, ce que refusent d'admettre ses supérieurs. Déchiré entre l'amour et la religion, il doit ultimement choisir. Même si la société québécoise s'est rapidement laïcisée, la religion demeure, même en 1990, un sujet épineux sur lequel se penche Janette Bertrand dans cette dramatique, abordant la délicate question du vœu de chasteté.

### Épisode 30: L’amour qui n’en finit plus
- Thème : Les grands enfants qui collent à la maison
- Diffusion : 1er mars 1991
- Distribution :
  - Michel Dumont : Richard Ménard
  - Louise Latraverse : Charlotte Ménard
  - Véronique Barnwell : Lili Ménard
  - François L'Écuyer : Jean-Michel Ménard
  - Adèle Reinhardt : Ariane Ménard
  - Danielle Bissonnette
  - Marie-Jeanne Pepin
  - Félix Brazeau Robinson
  - André Robitaille

### Épisode 31: L’amour qui tue
Pour les articles homonymes, voir L'Amour qui tue.
- Thème : La violence conjugale
- Diffusion : 8 mars 1991
- Distribution :
  - Sylvie Léonard : Diane Turcotte
  - Ghyslain Tremblay : André Viens
  - Steve Gendron : Éric Viens
  - Yolande Michaud : Rolande Turcotte
  - Claude Prégent : Rosaire Turcotte
  - Manon Gauthier : Madame Viens
  - Sylvie Potvin : Chantal
  - Jean-François Langlais : André enfant

### Épisode 32: L’amour et la différence
- Thème : Les nains et les noirs
- Diffusion : 15 mars 1991
- Distribution :
  - Paul Cagelet : Guy Breton
  - Robert J.A. Paquette : Gaston Petit
  - Nathalie Coupal : Nicole Benoît
  - Daniel Rodriguez : Le chauffeur de taxi
  - Alejandro Moran : Le médecin
  - Geneviève Brouillette
  - Martin Cormier
  - Françoise Deschênes
  - Sophie Lorain
  - Christine Séguin

### Épisode 33: Ça fait pas partie de la job
- Thème : Le harcèlement sexuel au travail
- Diffusion : 6 mars 1992
- Distribution :
  - Élise Guilbault : Manon Beaupré
  - Denis Bouchard : Me Philippe Paquette
  - Lucie Laurier : Nathalie Beaupré
  - Rita Bibeau : Marie Théoret
  - Marie Michaud : Nadine Lacroix
  - Sophie Clément : Chantal Mercier
  - Robert Toupin : Ghislain Allard
  - Renée Claude : Me Christiane St-Onge
  - Louis De Santis : Me Ludovic Paquette
  - Diane St-Jacques : Cécile Paquette
  - Annette Garant : Henriette

### Épisode 34: Quand j’aurai 80…
- Thème : La différence d’âge dans le couple (lorsque la femme est plus vieille que l’homme)
- Diffusion : 13 mars 1992
- Distribution :
  - Monique Miller
  - Marc Béland
  - Maryvonne Bouchard
  - Daniel Brière
  - Catherine Bégin
  - Renée Girard
  - Monique Laramée
  - Julie Vincent
  - Charlotte Fournier Mondoux
  - Hélène Mondoux

### Épisode 35: On ne choisit pas qui on aime
- Thème : Des parents doivent accepter l’homosexualité de leur fille.
- Diffusion : 20 mars 1992
- Distribution :
  - Mireille Deyglun : Claude
  - Denise Gagnon : Claudette
  - Benoît Girard : Jean-Guy
  - Danièle Lorain : Nancy
  - Guylaine Tremblay : Geneviève
  - Jean-Marie Lapointe : Jocelyn
  - Félix Lajeunesse-Guy : Félix
  - Marie-Ève Masse
  - Dominique Perreault
  - Francis Bergonzat
  - Linda Savoie

### Épisode 36: L’amour c’est pas assez
- Thème : La schizophrénie
- Diffusion : 27 mars 1992
- Distribution :
  - Mario Saint-Amand : Alain Royer
  - Lise Thouin : Nicole Royer
  - Pierre Curzi : Bernard Royer
  - Pascale Montpetit : Line Royer
  - Yvon Roy : François
  - Pierre Legris : Le médecin
  - Diane Arcand : La psychiatre
  - Yves Francoeur
  - Pierre Germain
  - Yvon Bouchard

### Épisode 37: Le petit chaperon rouge
- Thème : Le viol collectif
- Diffusion : 5 mars 1993
- Distribution :
  - Dominique Leduc : Pascale
  - Christian Bégin : Mario
  - Emmanuel Charest : Steve
  - Martin Larocque : Antoine
  - Benoit Éthier : Maxime
  - Benoît Brière : Michel
  - Benoît Vermeulen : Christian
  - Éric Cabana : Sébastien
  - Patrick Goyette : Luc

### Épisode 38: C’est la faute à Barbie
- Thème : La boulimie (anorexie)
- Diffusion : 12 mars 1993
- Distribution :
  - Diane Lavallée : Julie
  - Rita Bibeau : Rita
  - Émile Genest : Laurent
  - Johanne Fontaine : Suzanne
  - Carl Béchard : Pierre
  - Bernard Tanguay : Le voleur

### Épisode 39: Femme cherche homme
- Thème : La recherche tardive de l’âme sœur
- Diffusion : 19 mars 1993
- Distribution :
  - Angèle Coutu : Catherine
  - Normand Chouinard : Armand
  - Jean-Pierre Chartrand : Michel
  - Germain Houde : Laurent
  - Gaston Lepage : Jean-Marc
  - Raymond Cloutier : Benoît
  - Denis Bouchard : Richard
  - Luc Gauthier : Le danseur nu
  - Francis Pedneau, Grégory C. Brunet et Sophie-Andrée D. Cadieux : Les enfants

### Épisode 40: Bye mon grand
- Thème : Le deuil d’une mère après le suicide de son adolescent
- Diffusion : 26 mars 1993
- Distribution :
  - Pauline Martin : Thérèse
  - Guillaume Lemay-Thivierge : Charles
  - Pierre-Luc Brillant : Hugo
  - Denis Mercier : François
  - Myra Latendresse-Drapeau : Anouk
  - Tobie Pelletier : Alex
  - Macha Limonchik : Micheline
  - Gilbert Lepage : Étienne
  - Jasmine Dubé : Madame Dumont
  - Christiane Proulx : Marie
  - Mbélu Kayembe
  - Étienne Daigle
  - Serge Martineau
  - France Laverdière
  - Jude Péloquin

### Épisode 41: Missionnaires du sida
- Thème : Les médecins spécialisés dans les soins aux gens séropositifs
- Diffusion : 4 mars 1994
- Distribution :
  - Marc Béland : Fred
  - Élise Guilbeault : Suzie
  - Jean Petitclerc : Max
  - Jacques Leblanc : Florian
  - Mario Saint-Amand : Jean-Pierre
  - Pierre Rivard : Bill
  - Catherine Bégin : Liliane
  - Paul Dion : Jacques
  - Louise Bombardier : Joanne
  - Annick Bergeron : Paula
  - Karine Pelletier : Mariko
  - Charles Lafortune : Luc
  - Gilbert Turp : Maurice
  - Julien Poulin : Albert
  - Manon Miclette : Sandra
  - Alexis Martin : Robert
  - André Arguin
  - Harold Plante
  - Bernard Tanguay
  - Richard Fréchette
  - France Laverdière
  - Alexandra Laverdière
  - Serge Thibodeau

### Épisode 42: Dis-moi le si j’dérange
- Thème : Le suicide et la solitude
- Diffusion : 11 mars 1994
- Distribution :
  - Rita Lafontaine : Simone
  - Ioan Iliesco : Le livreur
  - Isabelle Brossard : Figurante

### Épisode 43: Chère maman
- Thème : La relation d’une femme avec sa mère vieillissante
- Diffusion : 18 mars 1994
- Distribution :
  - Muriel Dutil
  - Janine Sutto

### Épisode 44: Secret de famille
- Thème : L’inceste
- Diffusion : 25 mars 1994
- Distribution :
  - Geneviève Angers : Sandrine
  - Alain Zouvi : Gilles
  - Nathalie Gascon : Sophie
  - Amulette Garneau : Françoise
  - Emmanuel Bilodeau : Marco
  - Lucie Routhier : Denise
  - Florence Turcotte : Myra
  - Pauline Lapointe
  - Lynn Roy
  - Christophe Rapin
  - Cassandre Fournier
  - Pierre Claveau
  - François Guy
  - Caroline Barnwell

### Épisode 45: L’amour global
- Thème : Les sectes
- Diffusion : 4 novembre 1994
- Distribution :
  - Monique Spaziani : Marie Valois
  - Luc Guérin : Charles Valois
  - James Hyndman : Soum
  - Marie Michaud : Sophie Marien
  - Suzanne Langlois et Claude Préfontaine : Les parents de Marie
  - Alexis Martin : Paul
  - Emmanuel Bilodeau : Joseph
  - Markita Boies : Carole
  - Mireille Naggar : Lucie
  - Julie Castonguay : Anne
  - Marie Brassard : Josée
  - Diane Garneau : Lise
  - Mario Bélanger
  - Stéphane Demers
  - Christiane Drolet
  - Sandra Dumaresq
  - Carmen Ferland
  - Benoît Paiement
  - Serge Thibodeau
  - Éric Salvail

### Épisode 46: La danse du divorce
- Thème : Le divorce
- Diffusion : 11 novembre 1994
- Distribution :
  - Annick Bergeron : Johanne Ranger
  - Germain Houde : André Thibault
  - Denis Bouchard : Normand Tanguay
  - Frédérique Bédard : Lucie Tanguay
  - Karine Viau : Catherine Ranger-Thibault
  - Dominic Bergeron : Hugo Ranger-Thibault
  - Stéphane Jacques : L’amant
  - Catherine Marquis : La gardienne
  - Rénald Bourgeois
  - Karim Toupin Chaïeb
  - André Crispin
  - Jean-Claude Fyfe
  - Anne Dominique Gagnon
  - Maurice Picard
  - Marie-Chantal Renaud

### Épisode 47: La cigogne
- Thème : Les mères porteuses
- Diffusion : mars 1995
- Distribution :
  - Marie-Renée Patry : Irène Tanguay
  - Raymond Cloutier : Denis Tanguay
  - Marc-André Goulet : Éric Tanguay
  - Mireille Deyglun : Marcella Audet
  - Normand D'Amour : Martin Audet
  - Marcel Sabourin : Le médecin
  - Gabrielle Castonguay : L’infirmière

### Épisode 48: Caïn et Abel
- Thème : La relation entre deux frères que tout sépare
- Diffusion : mars 1995
- Distribution :
  - Rémy Girard : Guy Gagnon
  - Normand Chouinard : Robert Gagnon
  - Violette Chauveau : Dominique Gagnon
  - Pierre Gobeil : Le médecin
  - Norman Helms : Louis Chaloult
  - Marc Grégoire
  - Marcel Maroist
  - Sylvain Massé
  - Luc Loiselle
  - Charles Vinson
  - Danielle Bourdage
  - Nathalie Slight
  - Martin Lavigne
  - Ghislain Massicotte

### Épisode 49: La mouche et les deux carrés de sucre
- Thème : Le jeu compulsif
- Diffusion : 3 novembre 1995
- Distribution :
  - Denis Bouchard : Thomas Fiset
  - Christiane Pasquier : Maryse Fiset
  - Andrée Lachapelle : Thérèse Fiset
  - Raphaël Martin : Alex Fiset
  - Michel Barrette : La Patte
  - Jean-Pierre Bergeron : Yvon
  - Roland Laroche
  - France Laverdière
  - Roger Garceau
  - Denis Bernard

### Épisode 50: Pas d’bec, pas d’chèque
- Thème : La prostitution
- Diffusion : 24 novembre 1995
- Distribution :
  - Élise Guilbault : Patricia Marleau
  - Bernard Fortin : Vincent Marleau
  - Myra Latendresse-Drapeau : Annabelle Marleau
  - Anne-Marie Riel : Catherine Marleau
  - Anne-Kim Robitaille : Anne-Kim Marleau
  - Sylvie Drapeau : Charmaine
  - Marie-Josée Forget : Sonia
  - Daniela Akerblom
  - Julie Surprenant
  - Jacques Bernard
  - Diane de Champlain
  - Elena Gantcheff
  - France Laverdière
  - Yolande Michaud

### Épisode 51: L’étrangleuse
- Thème : L’infanticide
- Diffusion : 1er mars 1996
- Distribution :
  - Macha Limonchik : Marie Frémont
  - Nicole Leblanc : Lucienne Tremblay
  - André Mélançon : René Tremblay
  - Marc Legault et France Desjarlais : Les parents de Marie
  - Charles Lafortune : Richard
  - Marie-Josée Normand : Suzanne
  - Brigitte Paquette : Lyne Roy
  - Florence Desmarais : Audrey
  - Ghislaine Dupont-Hébert : Paula
  - Danielle Fichaud : Margot
  - Monique Gosselin : Ariane
  - Danièle Lorain : Sylvie
  - Geneviève Lavigne : Geneviève
  - Manon Miclette : Carole
  - Mireille Naggar : Mireille
  - Sophie Vajda : Sophie
  - Manon Gauthier
  - Bernadette Li
  - Sylvio Morin
  - Pierre Auger
  - Jacques Dupont

### Épisode 52: L'enfer de l’âge d’or
- Thème : La violence et les abus envers les personnes âgées
- Diffusion : 22 mars 1996
- Distribution :
  - Huguette Oligny : Laura Hébert
  - Janine Sutto : Aline Guindon
  - Rita Lafontaine : Odette Boyer
  - Guy Mignault : Guy Boyer
  - Tobie Pelletier : Sébastien Boyer
  - Louis-Georges Girard : Hervé Hébert
  - Claude Prégent : Marcel Hébert
  - Linda Sorgini : Roxanne
  - Vincent Bilodeau : Roger
  - Louison Danis : Fernande
  - Benoît Girard : Alban Morin
  - Juliette Huot : Yolande Foisy
  - Kim Yaroshevskaya : Nina
  - Roger Garceau : Albert
  - Caroline Binet
  - Claude Lavoie
  - Josée Boulianne
  - Michel Laprise

## Récompenses
- 1987 à 1996 : Prix Gémeaux

## DVD
Dix épisodes de la série sont disponibles en DVD par Imavision, ayant pour titre L'amour avec un grand A sur le boîtier du coffret DVD.